# Raw Aron Schuster Synagoge

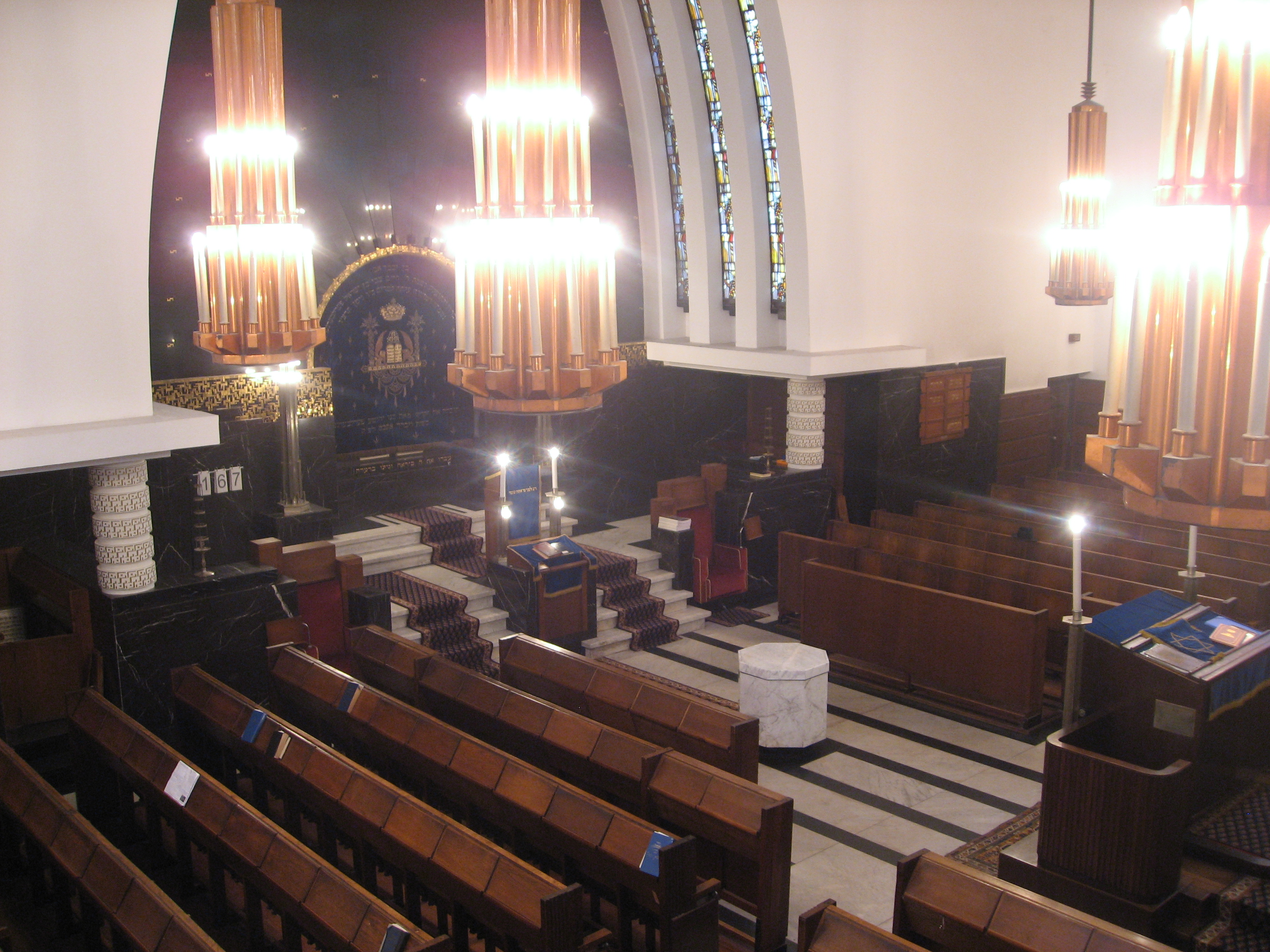
De sjoel gezien vanaf de vrouwengalerij

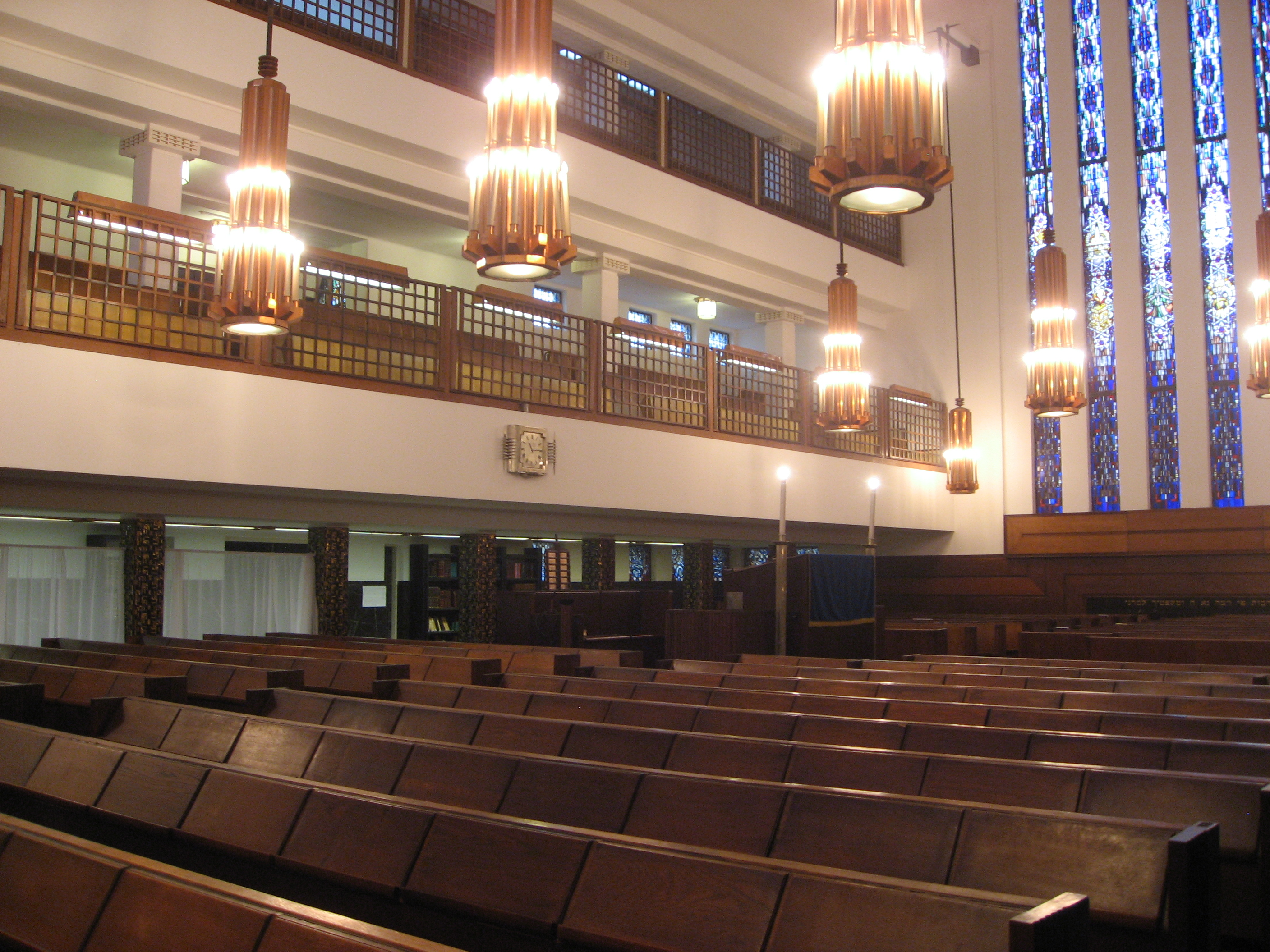
De vrouwengalerij

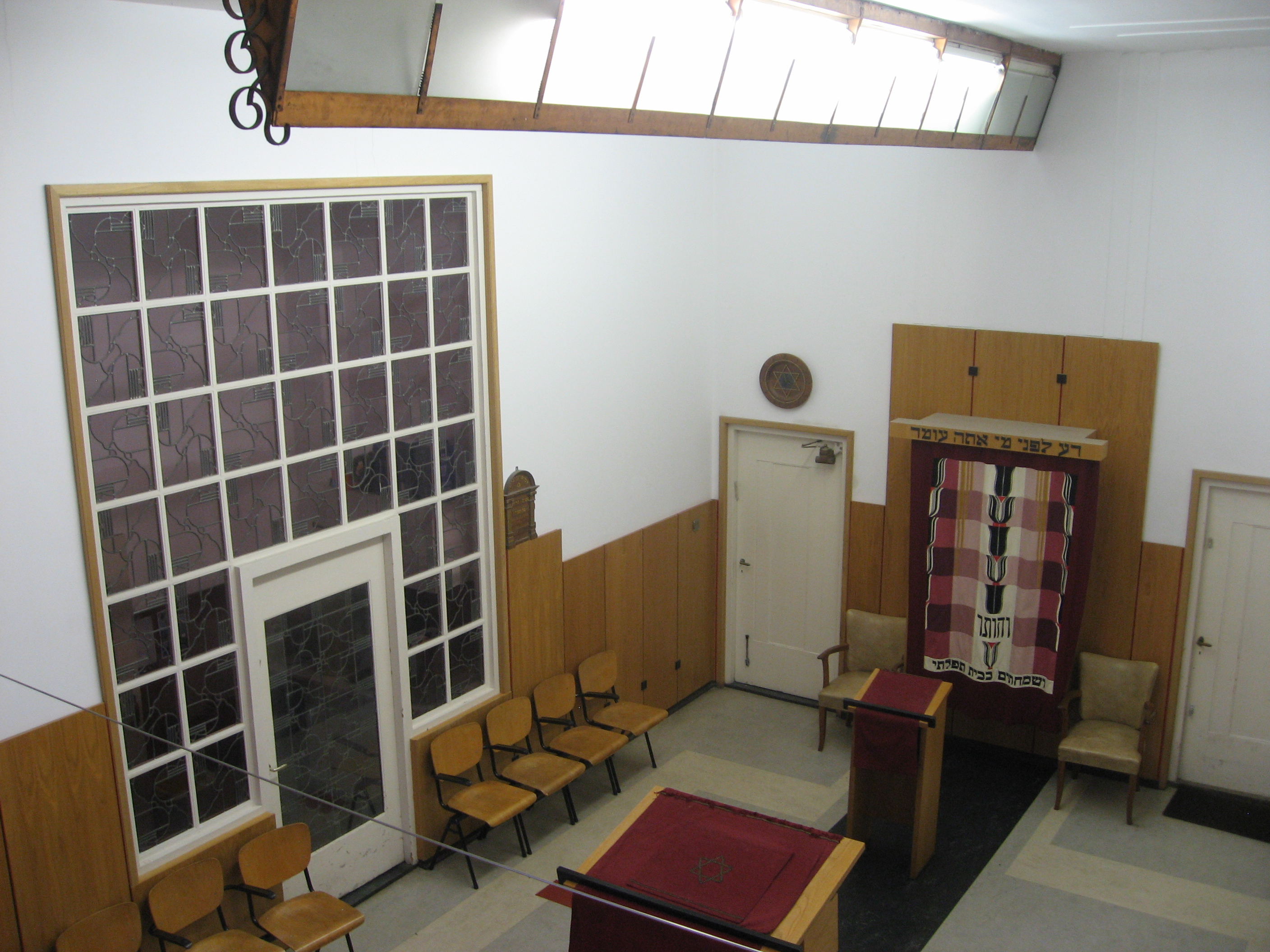
De bijsjoel waar na de dienst op sjabbatmiddag ook de kidoesj plaatsvindt

De Raw Aron Schuster Synagoge of de Obrechtsjoel (בית כנסת רב אהרן שוסטר) is de grootste nog functionerende Asjkenazische synagoge (sjoel) in Amsterdam. De synagoge, gelegen op de hoek van het Jacob Obrechtplein en de Heinzestraat in Amsterdam-Zuid, is onderdeel van de Joodse Gemeente in Amsterdam, de NIHS. De meeste choepot (Joodse huwelijken) worden hier voltrokken.

## Geschiedenis
In de eerste twee decennia van de twintigste eeuw begonnen veel Amsterdamse joden weg te trekken uit de traditionele Jodenbuurt. Velen vestigden zich in het nieuwe stadsdeel Zuid. Hierdoor ontstond daar behoefte aan een nieuwe synagoge, terwijl de regelmatige diensten in de Obbene Sjoel aan het Jonas Daniel Meijerplein werden gestaakt toen de nieuwe synagoge in Zuid openging. Daaraan voorafgaand was er vanaf Pesach 1917 een synagogelokaal in een woonhuis aan de Cornelis Schuytstraat 50, vanaf 1919 opgevolgd door een noodsynagoge nabij de latere sjoel aan het Obrechtplein, en daarna korte tijd een sjoel op het terrein van het toenmalige Joodse CIZ ziekenhuis. De synagoge aan het Jacob Obrechtplein werd ingewijd op 18 mei 1928, samenvallend met Lag BaOmer. De burgemeester, twee wethouders en de gemeentesecretaris waren aanwezig. Architect was Harry Elte, een leerling van H.P. Berlage. Op 27 juni 1927 werd ter gelegenheid van de eerstesteenlegging een oorkonde in een loden koker ingemetseld in de buitenmuur achter de Aron Hakodesj, de kast met de Torarollen. De eerste rabbijn met standplaats Jacob Obrechtplein-synagoge was Ph. Coppenhagen. Als voorzanger werd M.H. Landau aangetrokken. Na de Tweede Wereldoorlog werd de Obrechtsjoel het centrum van het religieus-joodse leven in Amsterdam. De eerste dienst in het gebouw kon plaatsvinden op Rosj Hasjana 1945, zij het met een provisorisch interieur. De gedemonteerde vooroorlogse banken konden nadien worden teruggeplaatst. De Almemmor of Bima werd nieuw geschonken.
Toen rabbijn Aron Schuster (1907-1994) in 1973 zijn werkzaamheden als opperrabbijn neerlegde en Amsterdam verliet om in Jeruzalem te gaan wonen, werd de synagoge, die zijn standplaats was geweest vanaf zijn benoeming per 1 januari 1942 in het Rabbinaat van Amsterdam, naar hem vernoemd. Tussen 1962 en ca. 2000 was de sjoel tevens de standplaats van rabbijn Meir Just. In 1995 werd het pand benoemd tot Rijksmonument. Hierdoor werd het mogelijk om het gebouw voor 1,7 miljoen gulden volledig te restaureren. De bijsjoel, bij de bouw - volgens een beschrijving in het jaarverslag 1928 betiteld als vergaderzaal, maar later als synagoge ruimte voor doordeweekse diensten ingericht - , werd bij de restauratie naar ontwerp van industrieel ontwerper Piet Cohen opnieuw ingericht in de stijl van de hoofdsjoel. Hij had ook de leiding over de restauratie van het mikwe (kosten: 300.000 gulden). De herinwijding van de synagoge vond plaats op 14 december 1997. Bij de herdenking van 60 jaar bevrijding in 2005 was minister-president Jan Peter Balkenende aanwezig. In 2010 vierde de Joodse Gemeente Amsterdam zijn 375-jarig bestaan in de synagoge, in aanwezigheid van koningin Beatrix.

## Gebouw
Het gebouw, dat naast een gebedsruimte ook een bijsjoel, een mikwe en een ambtswoning bevat, vertoont met zijn blokvormige elementen, toren, overdekte entree en ver uitstekende dakvlakken, invloeden van Willem Dudok en Frank Lloyd Wright. Het exterieur maakt een strenge en sobere indruk, ondanks spaarzame ornamenten. Het interieur is rijker ingericht volgens de traditie van de Amsterdamse School en kent de nodige art-deco-elementen. Opvallend element in de overwegend zwart-wit ingerichte gebedsruimte zijn de zes kleurige glas-in-loodramen aan beide zijmuren, ontworpen door Atelier Willem Bogtman. Elk raam beeldt een van de de twaalf stammen van Israël uit. De Arke is omgeven door een majestueuze parabolische nis, belegd met gepolijst zwart marmer met goudkleurige accenten, die extra opvalt in de hoofdzakelijk kubistische inrichting. De nis krijgt daglicht door drie langwerpige glas-in-loodramen, die aan de bovenzijde meelopen. Over de volle breedte van de achterwand bevindt zich de vrouwengalerij op vierkante pilaren, die zijn belegd met geglazuurde gouden en zwarte mozaïektegeltjes. Daarboven bevond zich nog een oorspronkelijk klein balkon voor het mannenkoor. In 1937 werd deze koorgalerij uitgebouwd tot een tweede vrouwengalerij. Tegenwoordig wordt alleen de eerste galerij nog gebruikt.
De rijen, naar het midden van de sjoel gerichte, banken zijn van Slavonisch eikenhout. De deuren van de Arke en de bima zijn van coromandelhout. De ruimte wordt verlicht door tien roodkoperen hanglampen. De lampen en metalen ornamenten zijn gemaakt door het Amsterdamse non-ferrometaalbewerkingsbedrijf Wiener & Co. Er zijn 334 mannen- en 265 vrouwenzitplaatsen.

## Neergang en opleving
Doordat veel joden in de laatste decennia van de 20e eeuw verder naar de zuidelijke buitenwijken van de stad trokken (met name Buitenveldert en Amstelveen), namen de bezoekersaantallen gestaag af. Door de hoge onderhoudskosten en de bouwvallige staat van het gebouw gingen er steeds meer stemmen op om de sjoel te sluiten en zelfs te slopen. Mede dankzij de benoeming tot Rijksmonument, werd het gebouw in 1997 na een grootscheepse restauratie in oude luister hersteld.
De opkomst bleef echter laag en opnieuw werd er steeds vaker geroepen om sloop. Om dit te voorkomen richtte een aantal bezoekers en sympathisanten de RAS-club op. Deze informele groep heeft zich ten doel gesteld om de diensten op sjabbat en op feestdagen toegankelijker en aantrekkelijker te maken voor nieuwe bezoekers. Daarin werden zij in eerste instantie begeleid door rabbijn Zwi Spiero die er laagdrempelige diensten begon te leiden. Daarop volgde de benoeming van een vaste eigen geestelijk leider in de persoon van eerst Moshe Mamluk en daarna sinds 2010 Daniel Stern. De kidoesj na afloop van de sjabbat ochtenddienst is aantrekkelijker gemaakt. Vaste en potentiële sjoelbezoekers worden met nieuwsbrieven bij de sjoel betrokken. Hierdoor hebben veel nieuwe bezoekers de weg naar de Obrechtsjoel gevonden, met name op zaterdagochtend en op feestdagen. De bezoekersaantallen op doordeweekse dagen blijven laag, maar zijn - met een korte onderbreking - nog steeds voortgezet. Tegen de verwachting in is de Raw Aron Schuster Synagoge een levendige synagoge gemeenschap gebleven.

## Personen
Van 1949 tot 2009 was Hans Bloemendal de voorzanger (chazan) van de Raw Aron Schuster Synagoge. In 2018 heeft de sjoel geen vaste voorzanger of vaste rabbijn.  Verschillende gast-rabbijnen bezoeken de synagoge regelmatig.

## Foto's

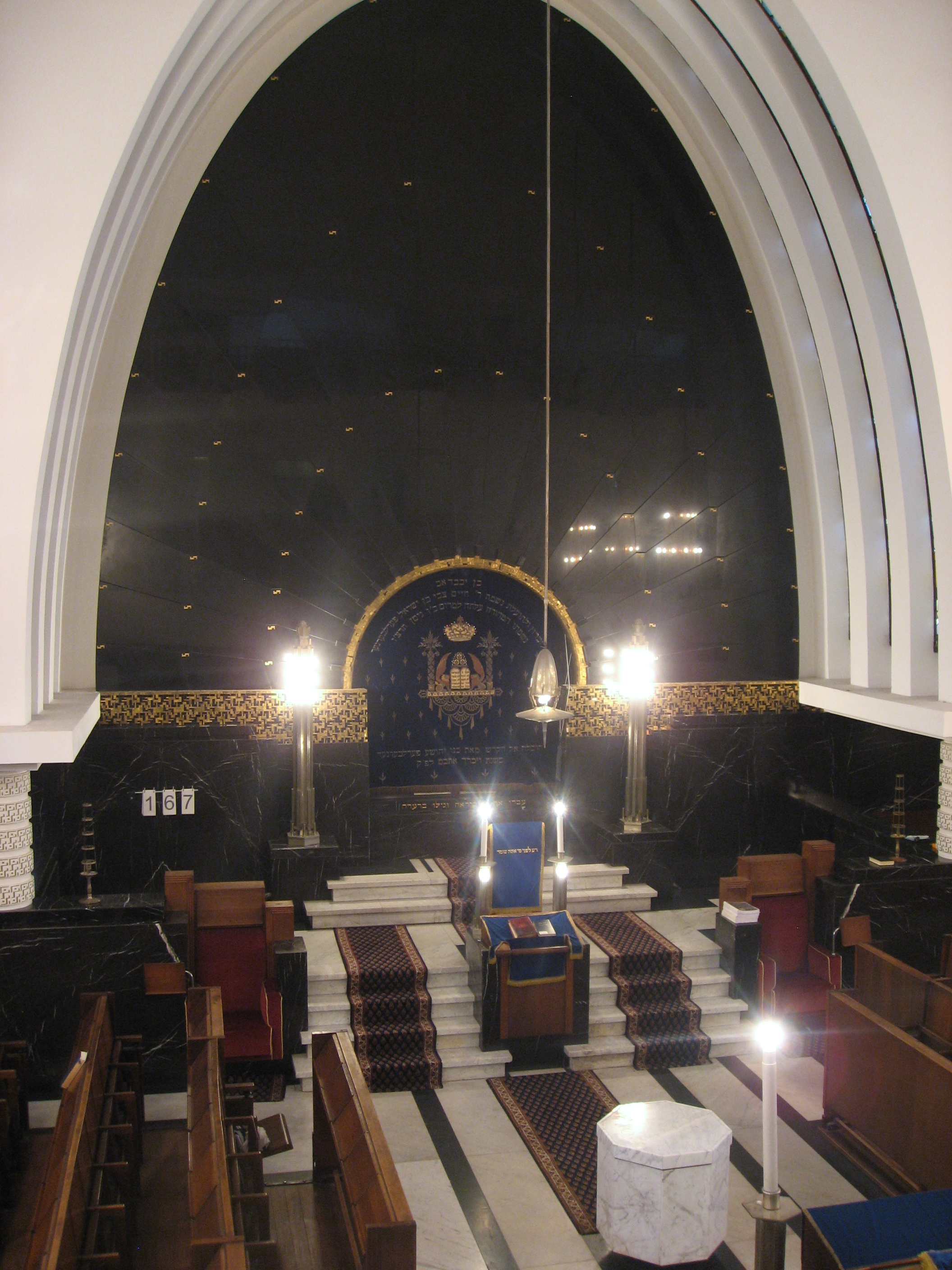
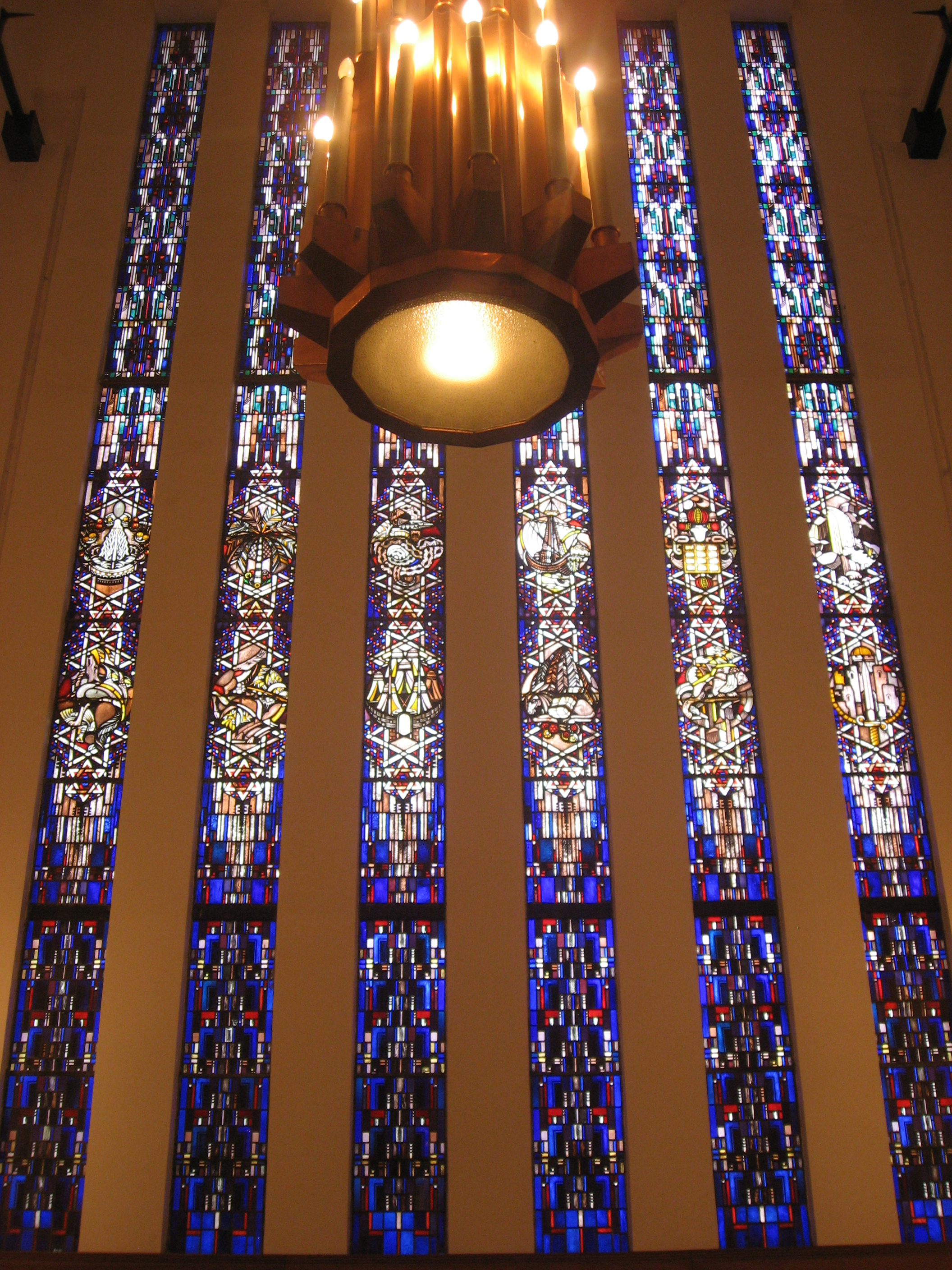
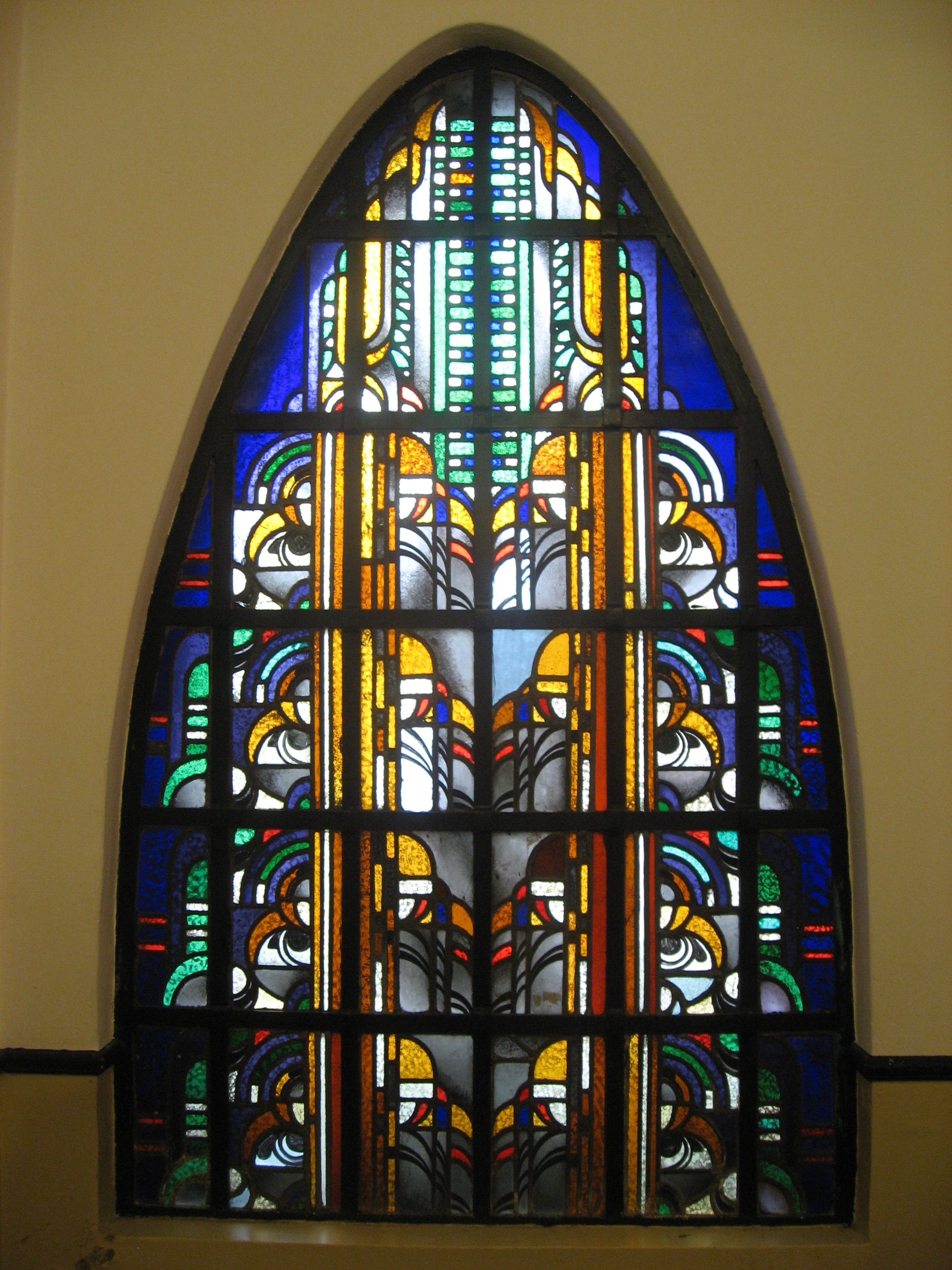
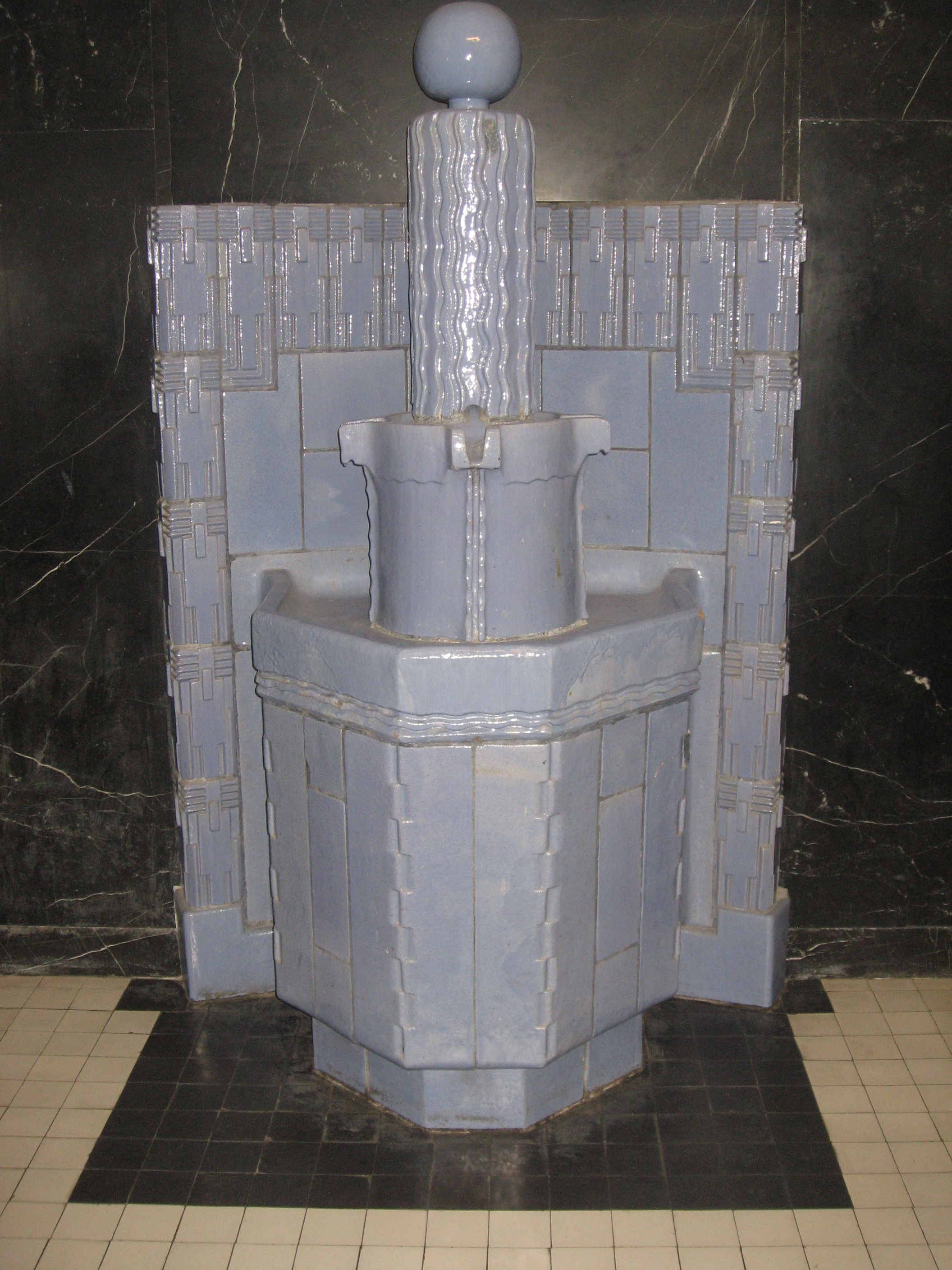
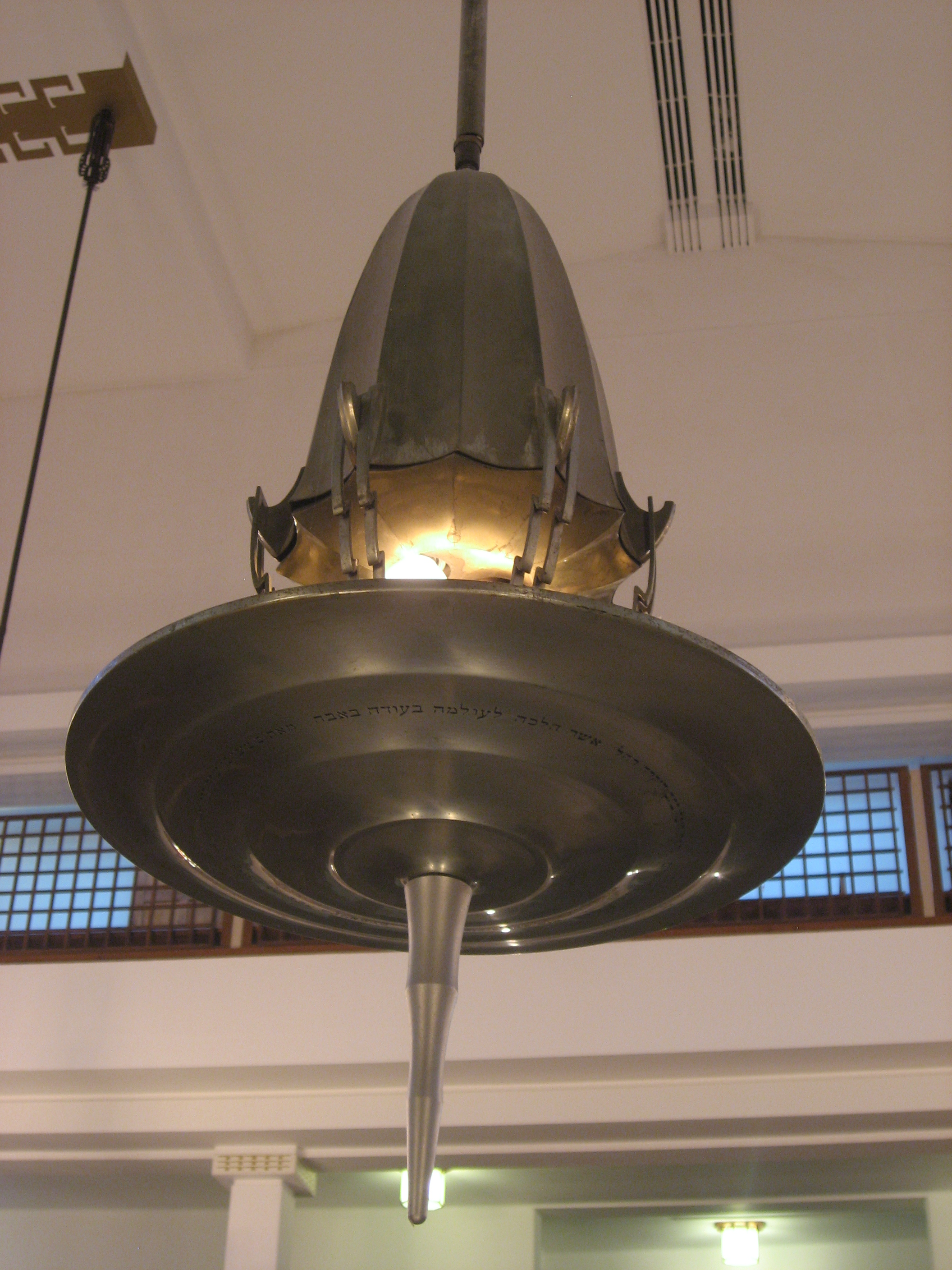
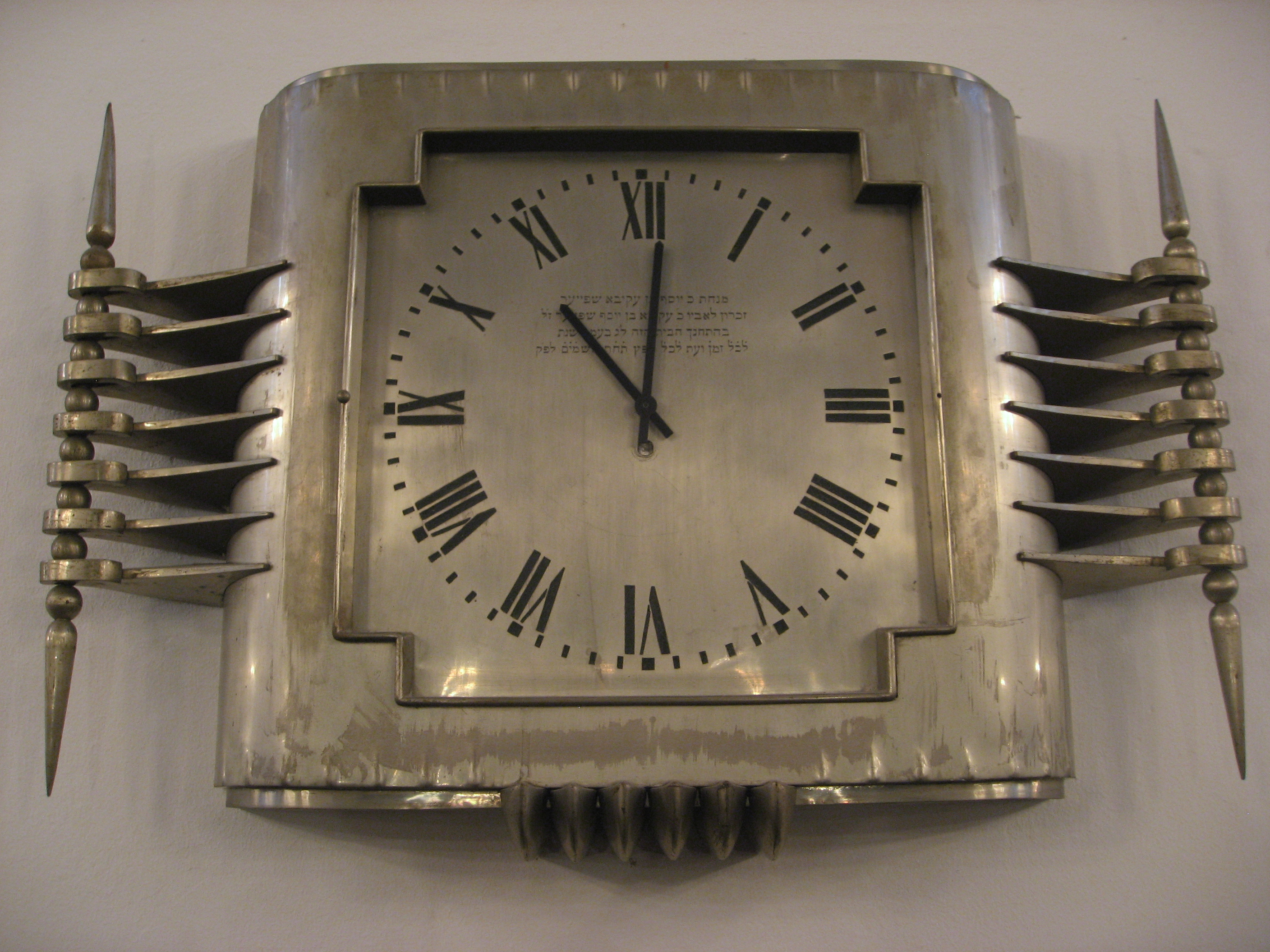